# یواس‌اس گایت

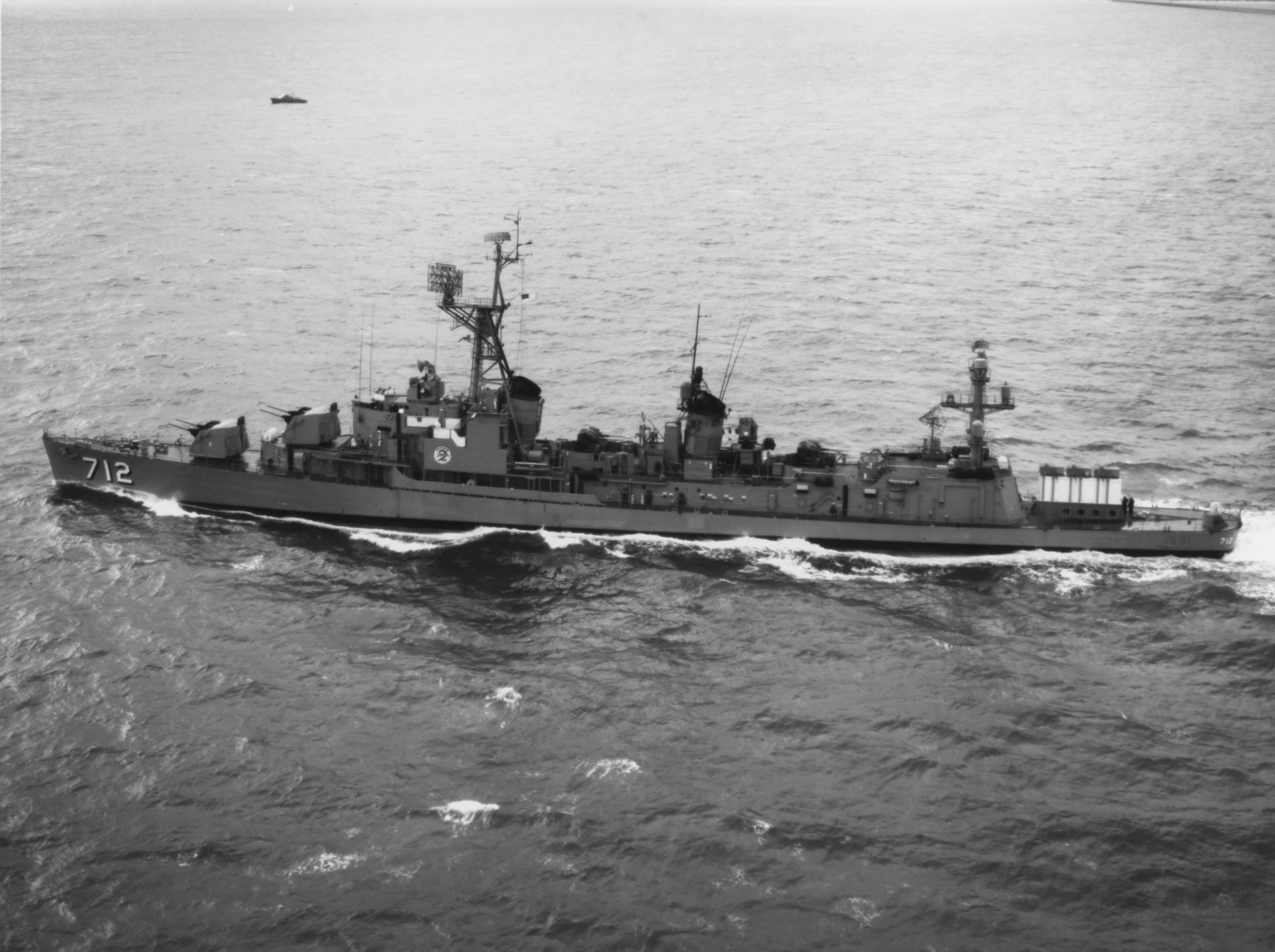
یو‌اس‌اس گایت (دی‌دی۷۱۲) در نوامبر ۱۹۶۶

یواس‌اس گایت ممکن است به یکی از موارد زیر اشاره داشته باشد:
- یواس‌و اس گایت (دی‌دی-۷۱۲)
- یواس‌اس گایت (دی‌یی-۵۵۰)